# 격음화
격음화현상은 유기음화(有氣音化)현상 또는 거센소리되기라고도 한다. 무기음 ㄱ,ㄷ,ㅂ,ㅈ 등이 (앞뒤의)ㅎ을 만나서 ㅋ,ㅌ,ㅍ,ㅊ (격음) 등이 되는 현상이다.(‘ㅎ’이 평폐쇄음이나 평파찰음과 결합하여 유기음으로 바뀌는 음운 현상) ‘자음+ㅎ’과 ‘ㅎ+자음’의 구조에서 모두 일어날 수 있다.(외래어에서도 유기음화가 일어난다.)
현대 국어에서는 'ㅎ' 받침의 명사가 사라졌으므로, 이 현상은 'ㅎ'으로 끝나는 어간이나 접미사 '하-'를 가진 어간과 'ㄷ·ㅈ·ㄱ'으로 시작하는 어미가 통합되는 활용형에서만 나타난다 [예: ‘홀짝홀짝’, ‘솔직히’, 조코(좋+고), 조치(좋+지), 등]. 
그러나 중세국어 시기에는 곡용(曲用)에서도 이 현상이 있었다[예:하콰(하+과), 하토(하+도)]. 중세국어 이전에는 'ㅂ·ㄷ·ㅈ·ㄱ'과 'ㅎ'이 통합할 때도 나타났다[예:자피다(잡執+히+다), 가티다(갇囚+히+다), 마키다(막防+히+다) 등].

## 예시
종성 평음+초성 ㅎ
- 악하다 → [아카다]
- 박해 → [바캐]
- 솔직히 → [솔찌키] (한자어라서 ㄹ 뒤의 자음이 된소리로 발현)

종성 ㅎ+초성 평음
- 좋다 → [조타]
- 쌓다 → [싸타]
- 빻다 → [빠타]